# Ceratomia hoffmanni
Ceratomia hoffmanni là một loài bướm đêm thuộc họ Sphingidae. Nó được tìm thấy ở México.